# Реди, Анна Мария
Анна Мария Реди или Тереза Маргарита Святейшего Сердца Иисуса (итал. Teresa Margherita del Sacro Cuore di Gesu, 1 сентября 1747, Ареццо, Тоскана — 7 марта 1770, Флоренция) — святая римско-католической церкви, монахиня ордена босых кармелиток, мистик.

## Биография
Анна Мария Реди родилась 1 сентября 1747 года в Ареццо, в Италии в семье аристократов графа Игнатия Марии Реди и Камиллы Билльети. В 1756 году родители отправили Анну Марию и её сестру Элеонору Екатерину во Флоренцию, где они обучались в пансионате при монастыре Святой Аполлонии, принадлежавшим монахиням-бенедиктинкам.
Ещё во время учёбы Анна Мария почувствовала в себе стремление к монашескому призванию. Большое влияние на её духовное формирование оказала личность монахини-визитантки святой Маргариты Марии Алакок, чьи видения способствовали распространению в Католической церкви культа Святейшего Сердца Иисуса. В сентябре 1763 года она также сподобилась видения святой Терезы Авильской. По окончании образования в возрасте 17 лет Анна Мария вернулась домой в Ареццо, но пробыла здесь недолго, почти сразу вернувшись во Флоренцию.
В день своего рождения в 1764 году она вступила в монастырь босых кармелиток во Флоренции и взяла новое имя Терезы Маргариты Святейшего Сердца Иисуса. 11 марта 1765 года она приняла монашеское облачение, а через год принесла вечные монашеские обеты. Вскоре среди монахинь она заслужила уважение за особый дар любви к Богу и ближнему, ставший основанием её мистического опыта.
Тереза Маргарита Святейшего Сердца Иисуса скончалась 7 марта 1770 года.

## Прославление
После смерти с её тела не только исчезли следы ужасной болезни, но оно осталось нетленным и источало благоухание. Ныне мощи подвижницы покоятся в часовне монастыря во Флоренции, в котором она подвизалась.
9 июня 1929 года папа Пий XI причислил её к лику блаженных и канонизировал 13 марта 1934 года. 
Литургическая память ей совершается 7 марта (отдельно в ордене босых кармелитов — 1 сентября).